# Амит Сити (Луизијана)
Амит Сити (енгл. Amite City) град је у америчкој савезној држави Луизијана.

## Демографија
По попису из 2010. године број становника је 4.141, што је 31 (0,8%) становника више него 2000. године.
| Група             | 2000.         | 2010.         |
| Белци             | 1.864 (45,4%) | 1.768 (42,7%) |
| Афроамериканци    | 2.130 (51,8%) | 2.257 (54,5%) |
| Азијати           | 32 (0,8%)     | 23 (0,6%)     |
| Хиспаноамериканци | 58 (1,4%)     | 62 (1,5%)     |
| Укупно            | 4.110         | 4.141         |